# قصر الأميرة خديجة
قصر الأميرة خديجة هو قصر يقع في منطقة حلوان، القاهرة. بني القصر في عام 1895 وفي عام 1902م، قامت الأميرة خديجة بإهداء القصر إلى نظارة الصحة؛ ليكون مشفى للأمراض الصدرية، ثم اتخذته رئاسة الحي بحلوان مقرًا لها، إلى أن قامت مكتبة الإسكندرية بتحويله إلى منبر ثقافي .
المبني الرئيسي للقصر يقع على مساحة تصل إلى 500 متر، له جناحان الغربي مساحته 300 متر أما الغربي 200 متر، كما يحتوي القصر على 50 قاعة تتدرج مساحتها 25 مترًا إلى 100 متر، تم بناءه على الطراز المعماري الكلاسيكي متأثرًا بعصر النهضة في أوروبا.

## التاريخ
اشترت الأميرة أمينة هانم، التي لُقبت ب أم المحسنين، قطعة أرض بـ6000 جنيه ذهب، وشيدت القصر سنة 1895 لتسكنه ابنتها، لتكون بالقرب من قصرها، وبلغت تكلفة المباني 150 جنيها من الذهب، وسكنته الأميرة خديجة ثم أهدته بعد ذلك إلى وزارة الصحة وتحديدا في 1902 م ليكون مستشفى لأمراض الصدر.